# Ford Elite
O Ford Elite foi um automóvel produzido pela Ford Motor Company para o mercado da América do Norte entre 1974 e 1976.